# Platycaulos depauperatus
Platycaulos depauperatus är en gräsväxtart som först beskrevs av Carl Sigismund Kunth, och fick sitt nu gällande namn av Hans Peter Linder. Platycaulos depauperatus ingår i släktet Platycaulos och familjen Restionaceae. Inga underarter finns listade i Catalogue of Life.